# Astrophytum capricorne
Pour les articles homonymes, voir Capricorne.
Espèce
Classification phylogénétique
Statut de conservation UICN

 LC  : Préoccupation mineure
Statut CITES
Astrophytum capricorne est une espèce de plante du genre Astrophytum et de la famille des Cactaceae.
Elle est originaire du nord du Mexique.
Elle est de petite taille, pouvant atteindre jusqu'à 10 cm de diamètre.
Elle présente en général 8 côtés très marquées, avec des bouquets d'épines en forme de cornes de chèvres d'où le nom de l'espèce. Elle présente plus d'épines que les autres Astrophytum. Elle est parsemée de petites taches blanches.

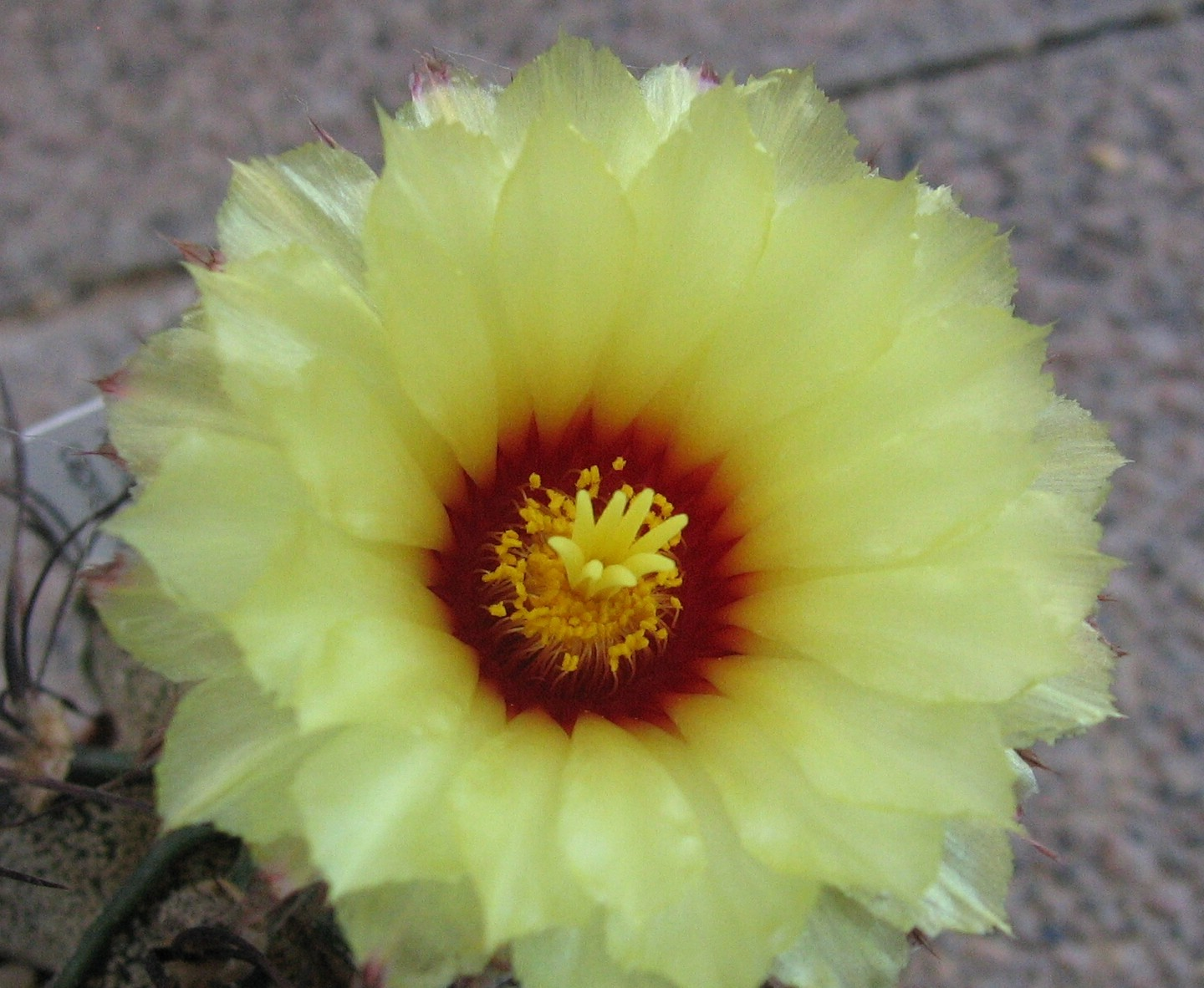
Astrophytum capricorne en fleurs.

### Liens externes

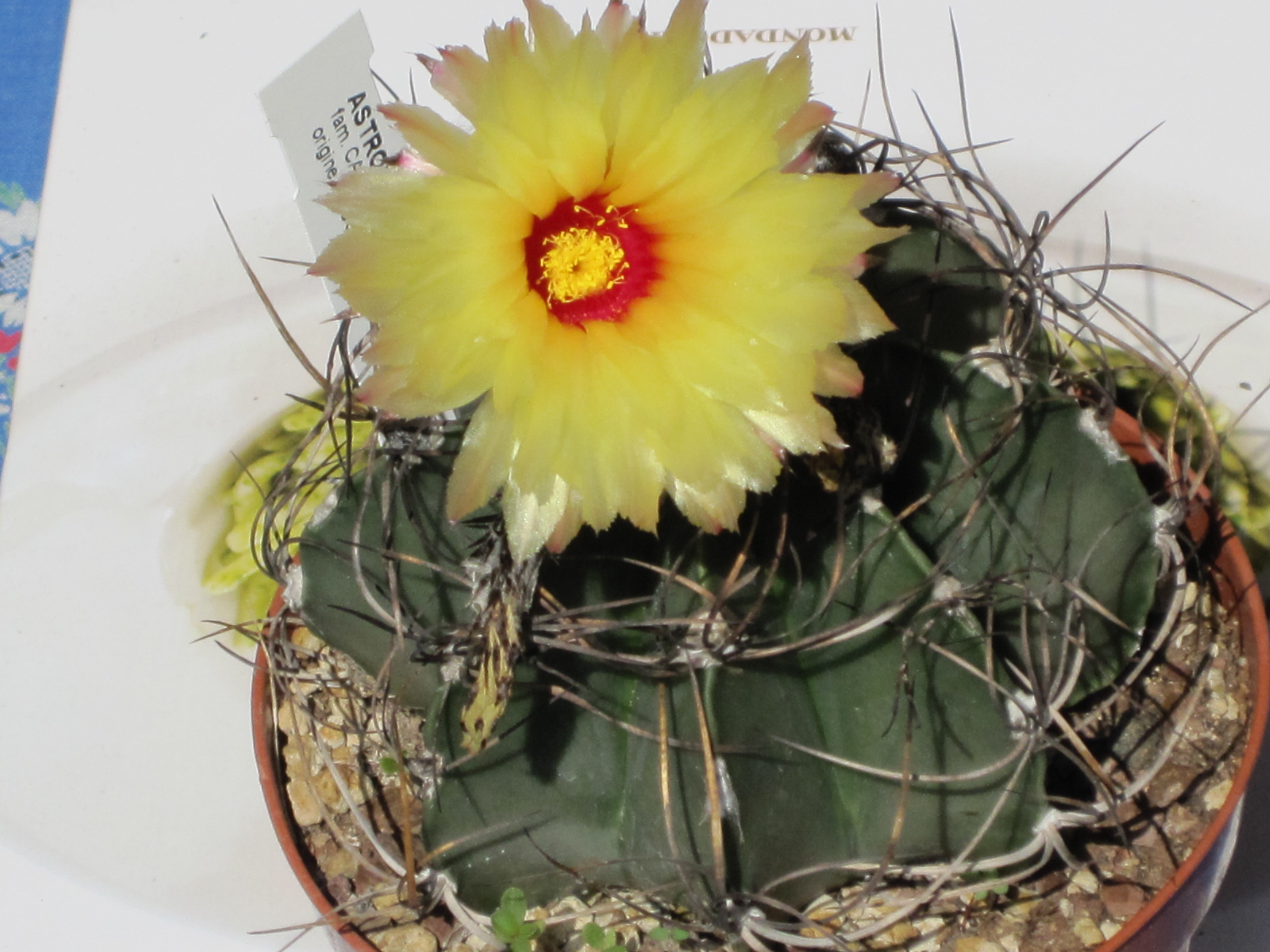
Astrophytum capricorne
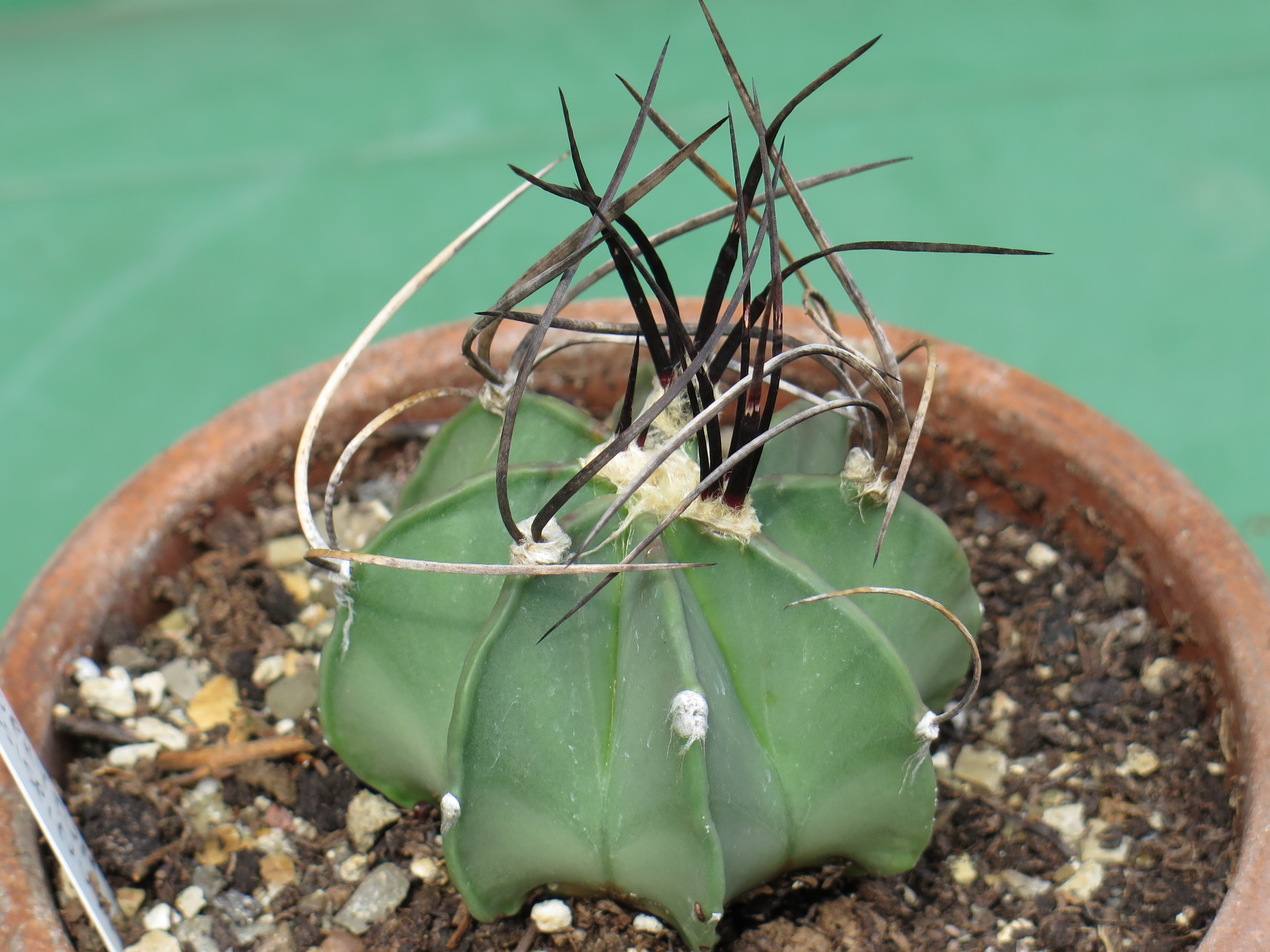
Astrophytum capricorne var. crassispinum
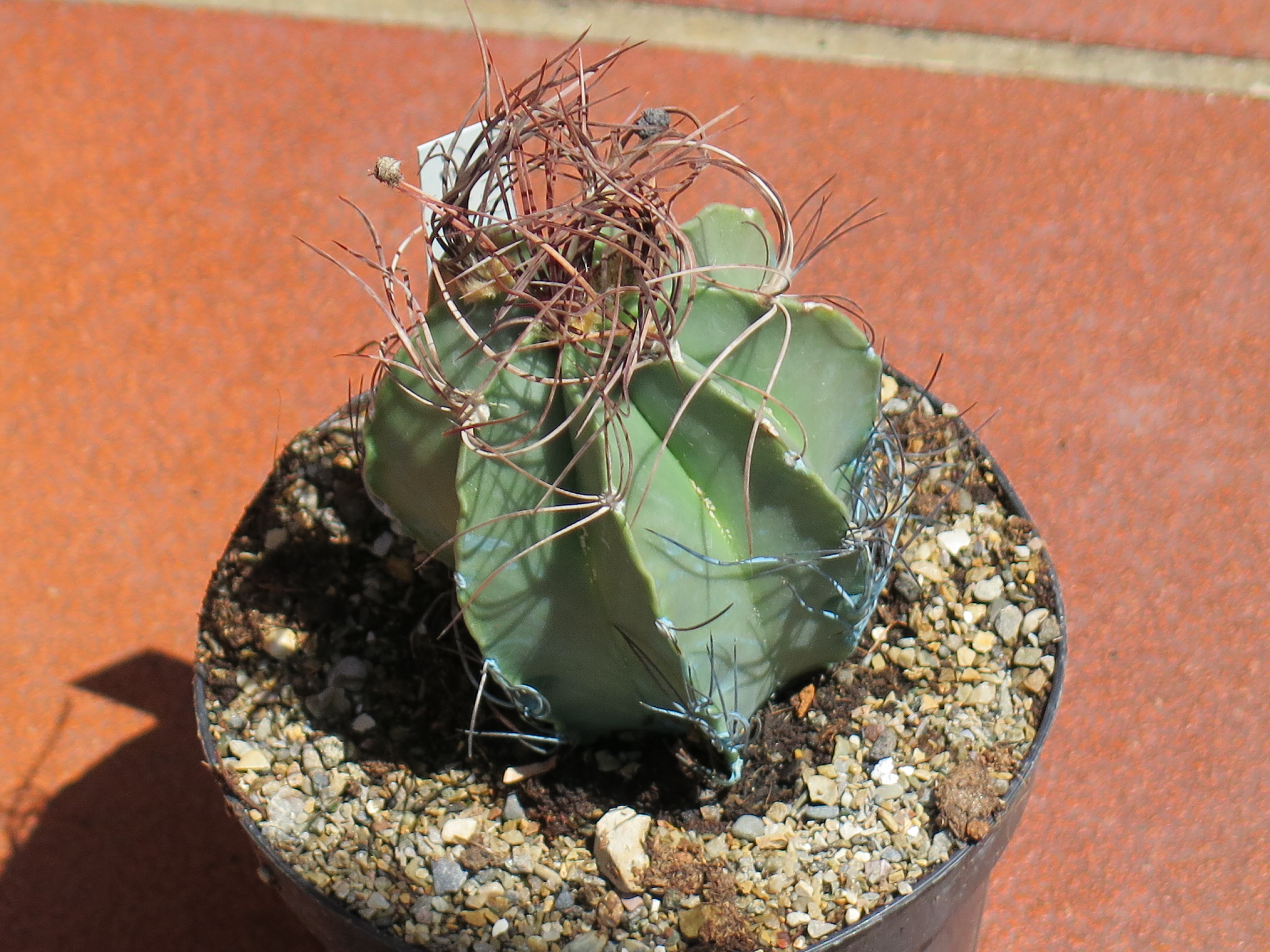
Astrophytum capricorne var. senile
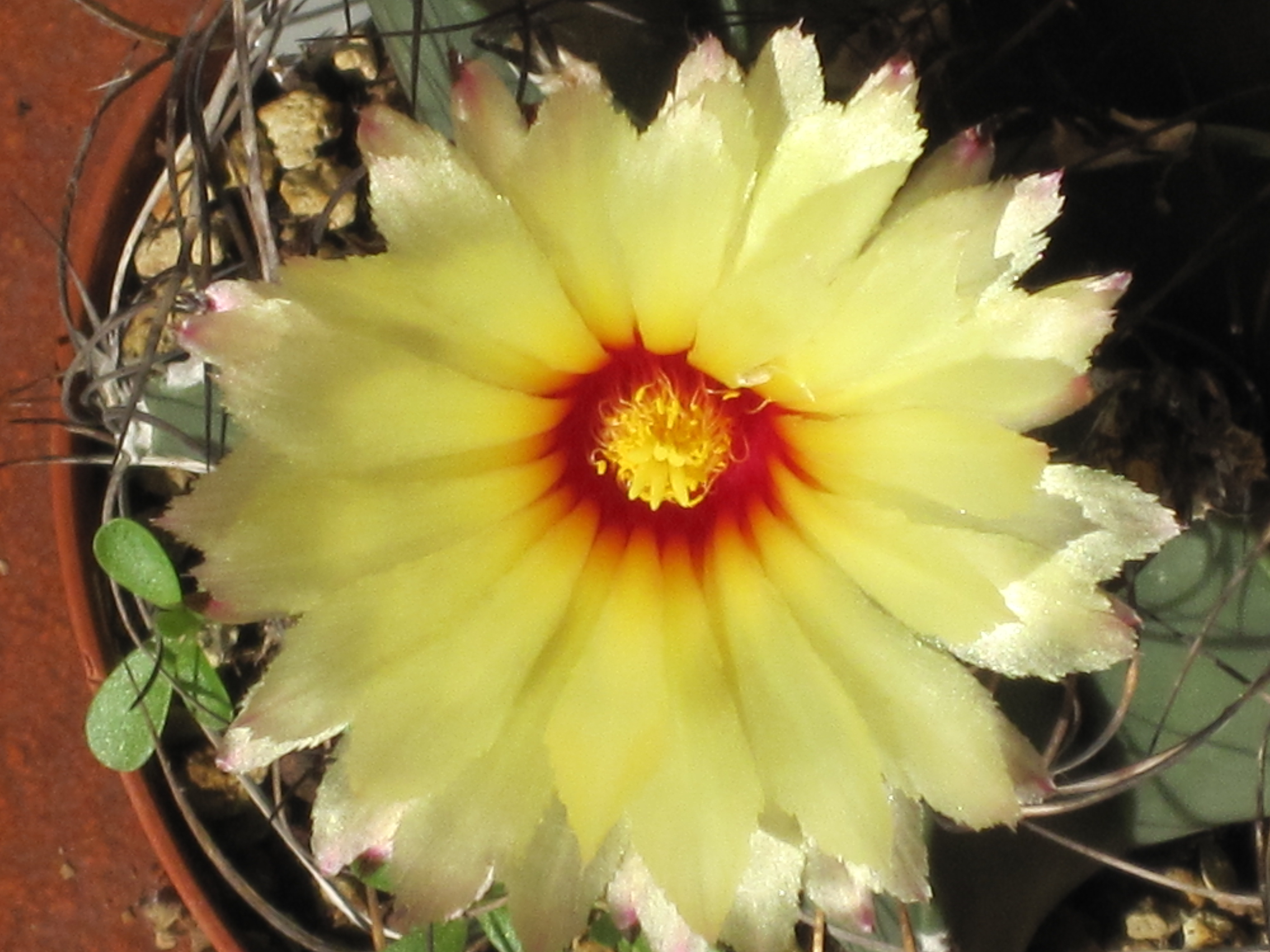
La fleur
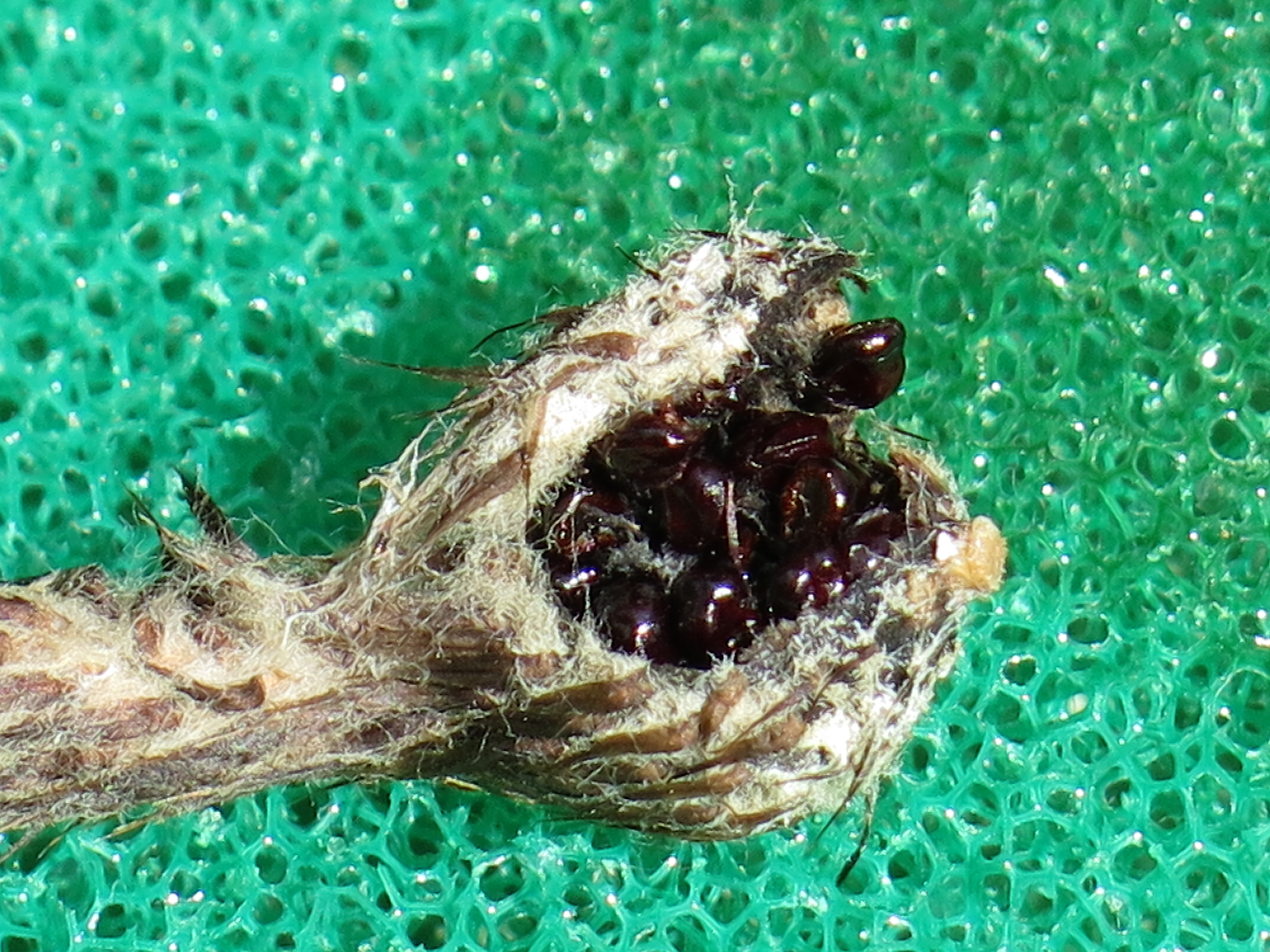
Les graines